# Óscar Melendo Jiménez
Óscar Melendo Jiménez (Sant Adrià de Besòs, 23 d'agost de 1997), és un futbolista professional català que juga com a centrecampista pel Shanghai Port. És internacional amb la selecció catalana

## Trajectòria
Melendo es va unir a les categories bàsiques del RCD Espanyol l'any 2003, des d'aleshores, ha evolucionat categoria fins al 8 de juny de 2016, quan es va incorporar a l'equip de l'Espanyol B, disputant la Segona Divisió B. Va debutar professionalment en un empat 1-1 contra la U.E. Llagostera en 20 d'agost de 2016. En 20 de novembre, va debutar en el primer equip en substitució de Hernán Perez a la segona meitat en el partit contra el Deportivo Alavés a la lliga.
L'1 de febrer de 2017, Melendo va renovar el seu contracte fins al 2022 i fou promogut definitivament al primer equip per la temporada 2017–18.
El seu primer gol com a jugador del primer equip de l'Espanyol va ser el dia 18 de gener del 2018 en partit contra el Barça en la Copa del Rei, que va donar la victòria al seu equip per 1-0.
El 30 de juny de 2022, en acabar el seu contracte, Melendo va deixar l'Espanyol després d'un acord de renovació fallit. El migcampista deixava un club on jugava des de feia 19 anys i amb el qual va jugar 161 partits i va marcar 6 gols amb el primer equip entre el 2016 i el 2022.

### Granada
El 6 d'agost de 2022, Melendo va signar contracte per un any amb el Granada CF, recentment descendit a la segona divisió.

## Internacional
El 20 de març de 2019, Melendo fou convocat per Catalunya per jugar un amistós contra Veneçuela. Cinc dies més tard, va sortir com a titular per disputar el partit contra Veneçuela, que va acabar amb victòria catalana per 2 a 1, a Montilivi.